# Ghostbusters II (videojuego de NES)
Ghostbusters II es un juego de acción de 1990 para la NES, desarrollado por Imagineering y distribuido por Activision. Está basado en la película de 1989 del mismo nombre, y fue lanzado en Estados Unidos en abril de 1990, seguido por un lanzamiento en el Reino Unido en marzo de 1991.
En Europa y Japón, HAL Laboratory lanzó su propio juego de Ghostbusters II llamado New Ghostbusters II.

## Jugabilidad
Ghostbusters II es un juego de acción de desplazamiento lateral. Cuenta con varios niveles, incluyendo uno en el que el jugador, como cazafantasmas, deberá evadir arañas gigantes y fantasmas en las alcantarillas. El juego también permite al jugador conducir el Ecto-1, y deberá esquivar obstáculos mientras le dispara a los fantasmas. El jugador también podrá controlar a la estatua de la libertad. En el último nivel, el jugador se enfrentará a Vigo de Carpatia.

## Recepción
Computer and Video Games escribió que el juego posee malos gráficos y un sonido promedio, y recomendó evitar el juego. Los analistas de Electronic Gaming Monthly criticaron la jugabilidad, creyéndola inadecuada.
Mean Machines elogió la variedad y consideró al juego adecuadamente difícil, pero criticó los gráficos, el sonido, y la falta de originalidad. En una reseña posterior, Skyler Miller de AllGame criticó los gráficos y llamó «agotadora» a la dificultad del juego, pero dijo que el tema musical de Ghostbusters estuvo bien hecho.